# 慶北線
慶北線（：／ Gyeongbuk seon */?）是一條連結京釜線金泉站與中央線榮州站，屬於韓國鐵道公社的單線鐵道路線。此線途經尚州市、聞慶市、醴泉郡，沿線旅客需求偏低，有多達14個廢站。

## 路線資料
- 路線距離：115.0公里
- 營運機關：韓國鐵道公社（全線）
- 軌距：1435毫米（標準軌）
- 通行方式：左側
- 站數：12個
- 複線路段：沒有
- 電氣化路段：沒有
- 保安裝置：ATS

## 歷史
1919年朝鮮產業鐵道獲得修建金泉至安東鐵路的許可，1923年朝鮮產業鐵道等6家私營鐵路公司合併成為朝鮮鐵道，朝鮮鐵道接續建設金泉至安東的慶北線鐵路。1924年慶北線金泉～尚州間開通，1931年慶北線全線開通，1944年由於太平洋戰爭慶北線店村至安東區間被指定為不要不急線拆除。
韓國獨立後，1946年朝鮮鐵道被收歸國有，慶北線收歸國營。1950年代隨著組成嶺東線的各路段完工，慶北線也決定恢復戰時被廢止的路段，不過新建路線改在榮州與中央線接續，因為嶺東線 (當時稱為榮岩線)的終點位於榮州，慶北線可以在榮州接續嶺東線。1962年店村~榮州區間動工，1966年完工。2016年醴泉郡路段進行線路搬遷，路線總長自115.2公里減為115.0公里。

## 車站列表
- 旅客：無窮花號、慶北Nadree列車

| ↑ 京釜線大新方向 |  |  |      |       |    |               |          |        |        |
| 金泉             |  |  | 0.0  | 0.0   | ●  | 京釜線        | 慶尚北道 | 金泉市 |        |
| 玉山             |  |  | 20.0 | 20.0  | ▲  |               | 慶尚北道 | 尚州市 |        |
| 青里             |  |  | 7.1  | 27.1  | ▲  |               | 慶尚北道 | 尚州市 |        |
| 尚州             |  |  | 8.9  | 36.0  | ●  |               | 慶尚北道 | 尚州市 |        |
| 白元             |  |  | 8.4  | 44.4  | ｜ |               | 慶尚北道 | 尚州市 | 無人站 |
| 咸昌             |  |  | 11.4 | 55.8  | ▲  |               | 慶尚北道 | 尚州市 | 無人站 |
| 店村             |  |  | 4.2  | 60.0  | ●  | 聞慶線        | 慶尚北道 | 聞慶市 |        |
| 龍宮             |  |  | 6.9  | 66.9  | ●  |               | 慶尚北道 | 醴泉郡 | 無人站 |
| 開浦             |  |  | 6.4  | 73.3  | ▲  |               | 慶尚北道 | 醴泉郡 | 無人站 |
| 醴泉             |  |  | 11.7 | 85.0  | ●  |               | 慶尚北道 | 醴泉郡 |        |
| 魚登             |  |  | 16.4 | 101.4 | ｜ |               | 慶尚北道 | 醴泉郡 | 無人站 |
| 榮州             |  |  | 13.6 | 115.0 | ●  | 中央線 嶺東線 | 慶尚北道 | 榮州市 |        |

- ●：所有列車停靠
- ▲：一部分列車停靠